# Paruroctonus becki
Espèce
Synonymes
- Vaejovis becki Gertsch & Allred, 1965

Paruroctonus becki est une espèce de scorpions de la famille des Vaejovidae.

## Distribution
Cette espèce est endémique des États-Unis. Elle se rencontre au Nevada et en Californie.

## Description
Le mâle holotype mesure 37,3 mm et la femelle 45,9 mm.

## Systématique et taxinomie
Cette espèce a été décrite sous le protonyme Vaejovis becki par Williams en 19xxxxxxxx. Elle est placée dans le genre Paruroctonus par Williams en 1972.

## Étymologie
Cette espèce est nommée en l'honneur de D. Elden Beck (1906-1967).

## Publication originale
- Gertsch & Allred, 1965 : « Scorpions of the Nevada Test Site. » Brigham Young University Science Bulletin, Biological Series, vol. 6, no 4, p. 1-15 (texte intégral).